# Brock McGinn
Brock McGinn (* 2. Februar 1994 in Fergus, Ontario) ist ein kanadischer Eishockeyspieler, der seit März 2023 bei den Anaheim Ducks aus der National Hockey League unter Vertrag steht. Zuvor verbrachte der linke Flügelstürmer über sieben Jahre in der Organisation der Carolina Hurricanes und lief etwa zwei Jahre für die Pittsburgh Penguins auf. Seine beiden älteren Brüder Jamie und Tye sind ebenfalls professionelle Eishockeyspieler.

## Karriere
McGinn spielte während seiner Juniorenzeit zwischen 2010 und 2014 für die Guelph Storm in der Ontario Hockey League und wurde während dieser Zeit im NHL Entry Draft 2012 in der zweiten Runde an 47. Stelle von den Carolina Hurricanes aus der National Hockey League ausgewählt. Im April 2013 nahmen sie den Stürmer schließlich unter Vertrag und setzten ihn gegen Ende der Saison 2012/13 bei den Charlotte Checkers in der American Hockey League ein. Zur Spielzeit 2013/14 kehrte McGinn aber in die OHL zu den Storm zurück und gewann mit diesen am Saisonende den J. Ross Robertson Cup. Anschließend wechselte er ins Profilager.
Seine erste Profisaison verbrachte McGinn bei den Charlotte Checkers in der AHL und kam auf 27 Scorerpunkte in 73 Spielen. Die Saison 2015/16 verbrachte der Angreifer zu gleichen Teilen in der NHL und AHL. Dabei feierte er am 16. Oktober 2015 sein NHL-Debüt, bei dem er nach 55 gespielten Sekunden sein erstes Tor erzielte. Insgesamt lief er in der Spielzeit 48-mal für die Checkers auf und absolvierte 21 Partien für die Hurricanes. In den Stanley-Cup-Playoffs 2019 erreichte er mit den Hurricanes das Conference-Finale. Dabei schaltete die Mannschaft in der ersten Playoff-Runde den amtierenden Stanley-Cup-Sieger, die Washington Capitals aus, wobei McGinn im entscheidenden Spiel den Siegtreffer in der Overtime erzielte.
Nach über sieben Jahren in der Organisation der Hurricanes wurde sein auslaufender Vertrag nach der Saison 2020/21 nicht verlängert, sodass er sich im Juli 2021 als Free Agent den Pittsburgh Penguins anschloss. Dort war er bis März 2023 aktiv, als er mitsamt einem Drittrunden-Wahlrecht im NHL Entry Draft 2024 an die Anaheim Ducks abgegeben wurde und im Gegenzug Dmitri Kulikow nach Pittsburgh wechselte.

## Erfolge und Auszeichnungen
- 2014 J.-Ross-Robertson-Cup-Gewinn mit den Guelph Storm

## Karrierestatistik
Stand: Ende der Saison 2024/25
(Legende zur Spielerstatistik: Sp oder GP = absolvierte Spiele; T oder G = erzielte Tore; V oder A = erzielte Assists; Pkt oder Pts = erzielte Scorerpunkte; SM oder PIM = erhaltene Strafminuten; +/− = Plus/Minus-Bilanz; PP = erzielte Überzahltore; SH = erzielte Unterzahltore; GW = erzielte Siegtore; 1 Play-downs/Relegation; Kursiv: Statistik nicht vollständig)